# 브라다만테
브라다만테(이탈리아어: Bradamante)는 프랑스 이야기의 등장인물로 샤를마뉴의 팔라딘 중 한 명이며, 르네상스의 두 서사시인 마테오 마리아 보이아르도의 사랑의 오를란도와 루도비코 아리오스토의 광란의 오를란도의 기사 여주인공이다. 이 두 서사시가 후기 문화에 광범위한 영향을 미쳤기 때문에 그녀는 서양 미술에서 되풀이되는 인물이 되었다.

## 작중 행적
샤를마뉴를 섬기는 기독교인 여기사 브라다만테는 르노 드 몽토방의 여동생이자 도르도그네스 공작 아몬의 딸로 태어났다. 그녀는 루지에로라는 사라센 전사와 사랑에 빠지지만 그가 이슬람에서 기독교로 개종하지 않는 한 그와 결혼하기를 거부한다. 전투 전문가인 그녀는 마법의 창을 휘두르며 만지는 모든 사람의 말을 풀어주고 마법사 아틀란테에게 갇힌 루지에로를 구출한다. 그녀는 흰색 방패와 페논 문장이 있는 흰색 옷을 입은 것으로 묘사된다.
그녀는 사라센이 프랑스를 침공하는 동안 싸우는 프랑스 전사 중 한 명이다. 사라센 전사 로도몬테와 싸우고 있던 그녀는 다른 사라센 전사 루지에로로부터 샤를마뉴가 후퇴하고 있다는 것을 듣는다. 브라다만테는 나머지 프랑스군에 합류하기 위해 떠나려고 하지만 로도몬테는 그녀가 떠나는 것을 막는다. 로도몬테의 행동이 불명예스럽다는 것을 알게 된 루지에로는 브라다만테가 떠날 수 있도록 로도몬테와 싸우기 위해 개입한다. 그러나 브라다만테는 샤를마뉴의 군대를 따라 잡을 수 없자 로도몬테와 루지에로에게 돌아와 다른 사람이 그녀를 대신하여 싸우게 한 것에 대해 죄책감을 느낀다. 로도몬테는 루지에로와 브라다만테의 명예에 감명을 받고 떠난다. 그들은 서로에게 깊은 인상을 받고 그들의 정체성을 공유한다. 브라다만테는 또한 헬멧을 벗고 처음으로 루지에로에게 자신이 여성임을 밝힌다. 그런 다음 매복으로 인해 이들은 헤어진다.
두 연인은 이야기에서 더 많이 헤어지고 브라다만테는 많은 도전에 직면한다. 그녀는 마법사 멜리사와 마법의 반지의 도움을 받아 마법사 아틀란테로부터 루지에로를 구하기 위해 강철로 된 성으로 여행을 떠나고, 환상이 가득한 성에서 탈출하고, 여러 가지 난관에 부딪힌다.
연인들이 재회한 후 르노는 루지에로에게 브라다만테와 결혼하도록 축복한다. 그러나 그녀의 부모는 루지에로가 기독교로 개종한 후에도 그리스 황제 콘스탄틴의 아들인 레오를 선호하여 구혼자를 거부한다. 브라다만테는 샤를마뉴 왕이 전투에서 그녀를 견딜 수있는 남자만이 결혼하겠다고 선언하도록 설득하지만 그럼에도 불구하고 마지 못해 동의하는 부모를 크게 화나게 한다. 한편 루지에로는 레오를 죽이기 위해 출발한다. 도중에 그는 불가리아와 싸우는 콘스탄틴의 군대를 발견한다. 루지에로는 즉시 전투에 참여하여 패배한 불가리아인을 지원하고 전투의 흐름을 뒤집지만 결국 그리스인에게 체포되어 투옥된다. 루지에로의 용기에 감명받은 레오는 그를 풀어준다. 그의 호의에 감사를 품은 루지에로는 레오가 요청하는 것은 무엇이든 들어 주겠다고 약속한다. 브라다만테의 도전에 대해 알게 된 레오는 자신이 그녀를 이길 만큼 강하지 않다는 것을 알게 되자 루지에로에게 대신 브라다만테와 싸워줄 것을 요청한다. 루지에로는 마지 못해 약속을 지키고 브라다만테와 싸우기 위해 자신을 레오로 위장한다. 그는 경기에서 이기고 죽기를 바라며 숲으로 후퇴한다. 그곳에서 레오는 그를 찾아 무엇이 잘못되었는지 묻는다. 루지에로가 자신의 정체를 밝히고 자신이 브라다만테와 사랑에 빠졌다는 사실을 밝히자 레오는 브라다만테와 루지에로가 결혼할 수 있도록 자신과 브라다만테의 약혼을 파기한다. 결국 이들은 결혼하여 보이아르도와 아리스토의 후원자였던 에스테가의 시조가 된다.
시는 샤를마뉴의 전설, 무훈시, 프랑스 이야기와 브리튼 이야기에서 발견되는 반복되는 모티프를 혼합했으며, 브라다만테와 루지에로의 로맨스는 안젤리카와 오를란도의 로맨스와 유사하게 만들어졌을 가능성이 크다. 브라다만테와 루지에로의 사랑은 명예로운 반면 오를란도는 사랑에 미쳐 가고 안젤리카는 그를 경멸한다. 브라다만테는 또한 대부분의 이야기를 오를란도에게서 도망치는데 보내는 안젤리카와 대조적으로 광란의 오를란도의 많은 시간을 루지에로를 구하기 위해 그녀의 사랑을 쫓는데 보낸다.

## 추가 자료
- Bateman, J. Chimène (2007). “Amazonian Knots: Gender, Genre, and Ariosto's Women Warriors”. 《MLN》 122 (1): 1–23. doi:10.1353/mln.2007.0022. JSTOR 4490786.
- Ferretti, Francesco (2008). “Bradamante elegiaca : costruzione del personaggio e intersezione di generi nell'Orlando furioso”. 《Italianistica》 37 (3): 63–75. JSTOR 23937902.
- Pavlova, Maria (2018). “Review of Les Mille et Un Visages de la virago: Marphise et Bradamante entre continuation et variation”. 《The Modern Language Review》 113 (1): 253–255. doi:10.5699/modelangrevi.113.1.0253. JSTOR 10.5699/modelangrevi.113.1.0253.
- Shemek, Deanna (1998). 〈Gender, Duality, and the Sacrifices of History〉. 《Ladies Errant》. Duke University Press. 77–125쪽. doi:10.1215/9780822399896-004. ISBN 978-0-8223-2155-2. JSTOR j.ctv11cw36q.7.
- Tomalin, Margaret (July 1976). “Bradamante and Marfisa: An Analysis of the 'Guerriere' of the 'Orlando Furioso'”. 《The Modern Language Review》 71 (3): 540–552. doi:10.2307/3725747. JSTOR 3725747.